# Liste der Naturdenkmäler im Landkreis Neustadt an der Aisch-Bad Windsheim
Im Landkreis Neustadt an der Aisch-Bad Windsheim gab es im Februar 2023 insgesamt 56 ausgewiesene Naturdenkmäler.

## Naturdenkmäler
| 1000-jährige Eiche                                    | BW | 43 / ND-04643 | Burgbernheim                        | ⊙ |      |  |
| Ahorn am nördlichen Ortsrand von Hohholz              | BW | 39 / ND-04663 | Emskirchen, Hohholz                 | ⊙ |      |  |
| Alte Buche bei Münchhof                               | BW | 6 / ND-04964  | Burghaslach, Freihaslach            | ⊙ |      |  |
| Baumallee in Dentenheim                               | BW | 16 / ND-04974 | Sugenheim, Deutenheim               | ⊙ |      |  |
| Baumgruppe in Oberlaimbach                            | BW | 11 / ND-04969 | Scheinfeld, Oberlaimbach            | ⊙ |      |  |
| Birnbaum (Knäcker-Birn)                               | BW | 34 / ND-04658 | Markt Erlbach, Klausaurach          | ⊙ |      |  |
| Eiche                                                 | BW | 3 / ND-04961  | Burgbernheim                        | ⊙ |      |  |
| Eiche bei Unterlaimbach                               | BW | 15 / ND-04973 | Scheinfeld, Unterlaimbach           | ⊙ |      |  |
| Eiche im Judenfriedhof nordwestlich von Uehlfeld      | BW | 20 / ND-04978 | Uehlfeld                            | ⊙ |      |  |
| Eine Winterlinde                                      | BW | 42 / ND-04664 | Hagenbüchach                        | ⊙ |      |  |
| Elsbeere östlich von Herpersdorf                      | BW | 27 / ND-04651 | Oberscheinfeld, Herpersdorf         | ⊙ |      |  |
| Feldahorn                                             | BW | 1 / ND-04959  | Bad Windsheim, Lenkersheim          | ⊙ |      |  |
| Feldahorn am Rötleinsfeld                             | BW | 45 / ND-04776 | Bad Windsheim, Lenkersheim          | ⊙ |      |  |
| Fichte "Krakenkanzel"                                 | BW | ND-05066      | Simmershofen                        | ⊙ |      |  |
| Fledermaus-Winterquartier Ruine Hohenlandsberg        | BW | ND-04956      | Weigenheim                          | ⊙ | 0,79 |  |
| Friedenseiche                                         | BW | ND-05068      | Simmershofen                        | ⊙ |      |  |
| Friedenseiche                                         |    | ND-05067      | Ippesheim                           | ⊙ |      |  |
| Fünf Huteichen am Petersberg                          | BW | ND-05070      | Marktbergel                         | ⊙ |      |  |
| Gemeindelinde in Schnodsenbach in der Ortsmitte       | BW | 12 / ND-04970 | Scheinfeld, Schnodsenbach           | ⊙ |      |  |
| Hainbuche nordwestlich Oberntief                      | BW | 31 / ND-04655 | Bad Windsheim, Oberntief            | ⊙ |      |  |
| Hängebuche                                            | BW | 19 / ND-04977 | Sugenheim, Ullstadt                 | ⊙ |      |  |
| Hofmannseiche                                         | BW | 2 / ND-04960  | Bad Windsheim, Lenkersheim          | ⊙ |      |  |
| Kalte Eiche                                           | BW | 17 / ND-04975 | Sugenheim, Krautostheim             | ⊙ |      |  |
| Külsheimer Hirtenhügel                                | BW | ND-04955      | Ipsheim                             | ⊙ | 0,29 |  |
| Langenfeld Friedhofsmauer                             | BW | 37 / ND-04661 | Langenfeld                          | ⊙ |      |  |
| Linde                                                 | BW | 21 / ND-04979 | Uehlfeld                            | ⊙ |      |  |
| Linde bei Niederndorf                                 | BW | 5 / ND-04963  | Burghaslach, Niederndorf            | ⊙ |      |  |
| Linde in Breitenlohe                                  | BW | 4 / ND-04962  | Burghaslach, Breitenlohe            | ⊙ |      |  |
| Linde in Herpersdorf                                  | BW | 10 / ND-04968 | Oberscheinfeld, Herpersdorf         | ⊙ |      |  |
| Lindenallee in Scheinfeld                             | BW | 14 / ND-04972 | Scheinfeld                          | ⊙ |      |  |
| Lutherlinde in Unternesselbach südlich der Dorfkirche | BW | 8 / ND-04966  | Neustadt a.d.Aisch, Unternesselbach | ⊙ |      |  |
| Rosskastanie                                          | BW | 9 / ND-04967  | Oberscheinfeld, Krettenbach         | ⊙ |      |  |
| Rosskastanie                                          | BW | 36 / ND-04660 | Scheinfeld, Schwarzenberg           | ⊙ |      |  |
| Sandheidehügel bei Obernzenn                          |    | ND-04958      | Illesheim                           | ⊙ | 0,29 |  |
| Speierling ca. 1500m westlich von Markt Nordheim      | BW | 24 / ND-04648 | Markt Nordheim                      | ⊙ |      |  |
| Stieleiche                                            | BW | 33 / ND-04657 | Bad Windsheim, Ickelheim            | ⊙ |      |  |
| Stieleiche "Große Eiche"                              | BW | 25 / ND-04649 | Münchsteinach, Abtsgreuth           | ⊙ |      |  |
| Stieleiche "Hutteneiche" im Weinberg Hufental         | BW | 23 / ND-04647 | Ippesheim, Bullenheim               | ⊙ |      |  |
| Stieleiche "Schafeiche"                               | BW | 28 / ND-04652 | Neustadt a.d.Aisch, Unternesselbach | ⊙ |      |  |
| Stieleiche "Schillereiche"                            | BW | 32 / ND-04656 | Burgbernheim                        | ⊙ |      |  |
| Stieleiche (Bismarckeiche)                            | BW | 22 / ND-04646 | Ippesheim, Bullenheim               | ⊙ |      |  |
| Stieleiche bei Ullstadt                               | BW | 18 / ND-04976 | Sugenheim, Ullstadt                 | ⊙ |      |  |
| Stieleiche im Schloßpark Ullstadt                     | BW | 38 / ND-04662 | Sugenheim, Ullstadt                 | ⊙ |      |  |
| Stieleiche zwischen den beiden Altheimer Weihern      | BW | 29 / ND-04653 | Dietersheim, Altheim                | ⊙ |      |  |
| Traubeneiche                                          |    | 46 / ND-04644 | Burghaslach, Fürstenforst           | ⊙ |      |  |
| Traubeneiche am Taubenbrunnen                         | BW | 44 / ND-04642 | Bad Windsheim, Lenkersheim          | ⊙ |      |  |
| Walnussbaum                                           | BW | ND-05065      | Bad Windsheim                       | ⊙ |      |  |
| Walsbrunnen                                           |    | ND-04957      | Illesheim                           | ⊙ | 0,18 |  |
| Winterlinde                                           | BW | ND-05072      | Obernzenn                           | ⊙ |      |  |
| Winterlinde                                           | BW | ND-05071      | Obernzenn                           | ⊙ |      |  |
| Winterlinde auf dem Schnappenstein                    | BW | 26 / ND-04650 | Neustadt a.d.Aisch                  | ⊙ |      |  |
| Zwei Huteichen am Sommerkeller                        | BW | ND-05069      | Bad Windsheim                       | ⊙ |      |  |
| Zwei Mammutbäume im Schloss Schwarzenberg             |    | 13 / ND-04971 | Scheinfeld, Schwarzenberg           | ⊙ |      |  |
| Zwei Pyramideneichen im Schloss Schwarzenberg         |    | 35 / ND-04659 | Scheinfeld, Schwarzenberg           | ⊙ |      |  |
| Zwei Winterlinden im Rotenhof am Kellereingang        | BW | 7 / ND-04965  | Neuhof a.d.Zenn, Oberfeldbrecht     | ⊙ |      |  |
| Zwei Winterlinden, eine Lärche                        | BW | 30 / ND-04654 | Ipsheim, Eichelberg                 | ⊙ |      |  |
| Legende für Naturdenkmal                              |    |               |                                     |   |      |  |